# Coppa Sabatini
La Coppa Sabatini és una cursa ciclista que es disputa pels voltants de Peccioli, a la província de Pisa, Itàlia. La cursa es creà el 1952, en homenatge a Giuseppe Sabatini, ciclista nascut a Peccioli. Entre el 2005 i 2019 formà part del calendari de proves de l'UCI Europa Tour, amb una categoria 1.1. El 2020, passà a formar part de l'UCI ProSeries, el segon nivell del ciclisme internacional.

## Palmarès
| Any                      | Vencedor                   | Segon                       | Tercer                        |
| ------------------------ | -------------------------- | --------------------------- | ----------------------------- |
| 1952                     | Primo Volpi                | Enzo Nannini                | Rino Angelini                 |
| 1953                     | Primo Volpi                | Odino Bardarelli            | Dante Rivola                  |
| 1954                     | Rino Benedetti             | Bruno Landi                 | Bruno Tognaccini              |
| 1955                     | Angelo Miserocchi          | Luciano Morini              | Giuseppe Pintarelli           |
| 1956                     | Idrio Bui                  | Guido Carlesi               | Lino Grassi                   |
| 1957                     | Gianbattista Gabelli       | Giacomo Fini                | Vinicio Marsili               |
| 1958                     | Giuseppe Pardini           | Vinicio Marsili             | Franco Boschi                 |
| 1959                     | Rino Benedetti             | Giuseppe Fallarini          | Graziano Battistini           |
| 1960                     | Graziano Battistini        | Cleto Maule                 | Armando Casodi                |
| 1961                     | Dino Bruni                 | Giuseppe Pardini            | Jos Hoevenaers                |
| 1962                     | Alfredo Sabbadin           | Ercole Baldini              | Luigi Maserati                |
| 1963                     | Dino Bruni                 | Bruno Mealli                | Walter Leto                   |
| 1964                     | Italo Zilioli              | Graziano Battistini         | Franco Bitossi                |
| 1965                     | Luciano Armani             | Graziano Battistini         | Ugo Colombo                   |
| 1966                     | Franco Bitossi             | Luciano Armani              | Tommaso De Pra                |
| 1967                     | Michele Dancelli           | Franco Bitossi              | Luciano Armani                |
| 1968                     | Franco Bitossi             | Wladimiro Panizza           | Renato Laghi                  |
| 1969                     | Romano Tumellero           | Gianfranco Bianchin         | Franco Mori                   |
| 1970                     | Gösta Pettersson           | Patrick Sercu               | Mauro Simonetti               |
| 1971                     | Roberto Poggiali           | Adriano Amici               | Donato Giuliani               |
| 1972                     | Antoon Houbrechts          | Albert Van Vlierberghe      | Enrico Maggioni               |
| 1973                     | Mauro Simonetti            | Roger De Vlaeminck          | Franco Bitossi                |
| 1974                     | Wilmo Francioni            | Donato Giuliani             | Franco Bitossi                |
| 1975                     | Giovanni Battaglin         | Celestino Vercelli          | Pierino Gavazzi               |
| 1976                     | Piero Spinelli             | Giacinto Santambrogio       | Wilmo Francioni               |
| 1977 edició no disputada |                            |                             |                               |
| 1978                     | Francesco Moser            | Giuseppe Saronni            | Franco Bitossi                |
| 1979                     | Leonardo Mazzantini        | Graziano Salvietti          | Carmelo Barone                |
| 1980                     | Gianbattista Baronchelli   | Giuseppe Saronni            | Francesco Moser               |
| 1981                     | Claudio Bortolotto         | Giancarlo Casiraghi         | Alessandro Paganessi          |
| 1982                     | Giuseppe Saronni           | Pierino Gavazzi             | Francesco Moser               |
| 1983                     | Moreno Argentin            | Davide Cassani              | Marino Lejarreta Arrizabalaga |
| 1984                     | Silvano Contini            | Pierino Gavazzi             | Claudio Corti                 |
| 1985                     | Marino Amadori             | Acácio da Silva Mora        | Marino Lejarreta Arrizabalaga |
| 1986                     | Jean-François Bernard      | Jaanus Kuum                 | Marco Giovannetti             |
| 1987                     | Gianni Bugno               | Pierino Gavazzi             | Walter Magnago                |
| 1988                     | Claudio Corti              | Laurent Bezault             | Marco Votolo                  |
| 1989                     | Maurizio Fondriest         | Antonio Fanelli             | Jürg Bruggmann                |
| 1990                     | Moreno Argentin            | Andreas Kappes              | Maurizio Fondriest            |
| 1991                     | Franco Chioccioli          | Stefano Colagè              | Franco Ballerini              |
| 1992                     | Stefano Zanini             | Andrei Txmil                | Simone Biasci                 |
| 1993                     | Claudio Chiappucci         | Giorgio Furlan              | Piotr Ugriúmov                |
| 1994                     | Maurizio Fondriest         | Francesco Casagrande        | Claudio Chiappucci            |
| 1995                     | Davide Cassani             | Alessio Di Basco            | Stefano Colagè                |
| 1996                     | Bjarne Riis                | Gianni Faresin              | Claudio Chiappucci            |
| 1997                     | Andrea Tafi                | Alessandro Bertolini        | Davide Rebellin               |
| 1998                     | Emmanuel Magnien           | Michele Bartoli             | Davide Rebellin               |
| 1999                     | Dmitri Konyschew           | Marco Serpellini            | Mauro Zanetti                 |
| 2000                     | Andrei Txmil               | Gianni Faresin              | Sergio Barbero                |
| 2001                     | Dmitri Konyschew           | Serge Baguet                | Paolo Bettini                 |
| 2002                     | Paolo Bettini              | Andrea Ferrigato            | Ruggero Marzoli               |
| 2003                     | Paolo Bossoni              | Luca Paolini                | Mirko Celestino               |
| 2004                     | Jan Ullrich                | Franco Pellizotti           | Michael Boogerd               |
| 2005                     | Alessandro Bertolini       | Rinaldo Nocentini           | Mirko Celestino               |
| 2006                     | Giovanni Visconti          | Ruggero Marzoli             | Enrico Gasparotto             |
| 2007                     | Giovanni Visconti          | Fränk Schleck               | Mikhailo Khalilov             |
| 2008                     | Mikhailo Khalilov          | Filippo Pozzato             | Stefano Garzelli              |
| 2009                     | Philippe Gilbert           | Giovanni Visconti           | Leonardo Bertagnolli          |
| 2010                     | Riccardo Riccò             | Marco Marcato               | Leonardo Bertagnolli          |
| 2011                     | Enrico Battaglin           | Davide Rebellin             | Daniel Moreno Fernández       |
| 2012                     | Fabio Duarte Arévalo       | Miguel Ángel Rubiano Chávez | Matteo Rabottini              |
| 2013                     | Diego Ulissi               | Andrea Pasqualon            | Davide Villella               |
| 2014                     | Sonny Colbrelli            | Mauro Finetto               | Franco Pellizotti             |
| 2015                     | Eduard Prades i Reverter   | Maurits Lammertink          | Mauro Finetto                 |
| 2016                     | Sonny Colbrelli            | Andrea Pasqualon            | Carlos Barbero Cuesta         |
| 2017                     | Andrea Pasqualon           | Sonny Colbrelli             | Francesco Gavazzi             |
| 2018                     | Juan José Lobato del Valle | Sonny Colbrelli             | Gianni Moscon                 |
| 2019                     | Aleksei Lutsenko           | Sonny Colbrelli             | Simone Velasco                |
| 2020                     | Dion Smith                 | Andrea Pasqualon            | Aliaksandr Rabuixenka         |
| 2021                     | Michael Valgren Andersen   | Sonny Colbrelli             | Mathieu Burgaudeau            |
| 2022                     | Daniel Martínez Poveda     | Odd Christian Eiking        | Guillaume Martin              |
| 2023                     | Marc Hirschi               | Pàvel Sivakov               | Tadej Pogačar                 |
| 2024                     | Marc Hirschi               | Gregor Mühlberger           | Anders Foldager               |